# 芬蘭飲食

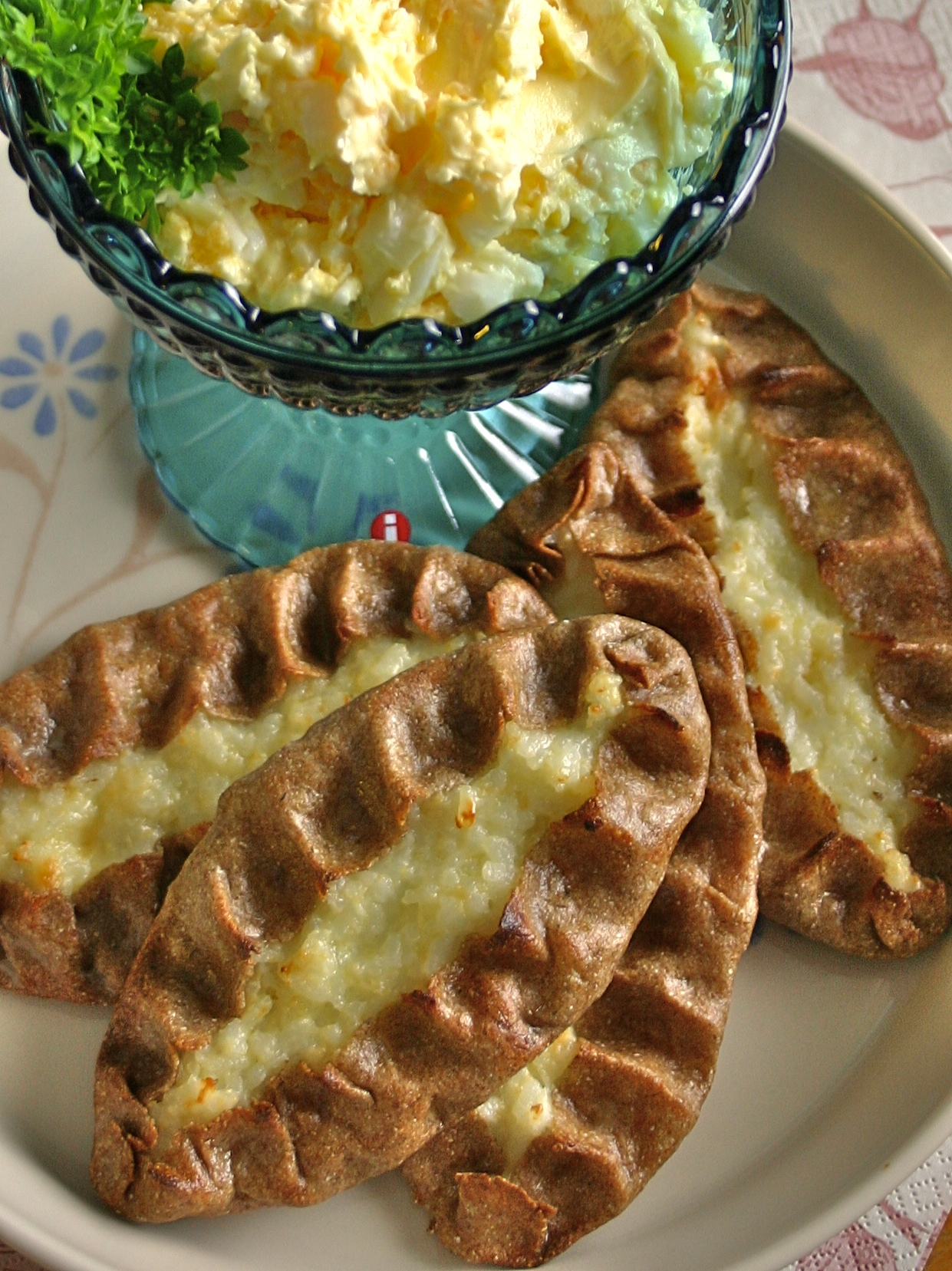
卡累利阿餡餅為芬蘭的傳統食物之一

芬蘭飲食的特色是全麥製品（裸麥、大麥、燕麥）及莓類（藍莓、越橘、雲莓、沙棘），牛奶與相關衍生產品（酪乳等）也相當普遍。傳統芬蘭常使用各種蘿蔔料理，直到18世紀引進馬鈴薯後便取而代之。現今，芬蘭的烹飪風格融合了傳統地方飲食與歐洲當代的高級烹飪風格。
在芬蘭西部的傳統菜色中，魚與肉扮演了吃重的角色，而東部的傳統菜色則習慣加入各類蔬菜與菇類。

## 外部連結
- 这就是芬兰：舌尖上的芬兰 （页面存档备份，存于）
- 芬兰著名美食 （页面存档备份，存于）
- 芬蘭飲食：高科技國的原始人 （页面存档备份，存于）